# Langusta (album)
Langusta – trzeci album (w rzeczywistości czwarty) zespołu One Million Bulgarians, wydany w 1994 roku nakładem wydawnictwa MJM Music PL.
Materiał nagrano w listopadzie 1993 w CCS studio – realizacja Michał Przytuła i w okresie maj – czerwiec 1994 roku w Modern Sound Studio – realizacja Tomasz Bonarowski. Okładka – M. Jakubowski, P. Pisarski. Do utworów „Nasycony” oraz „Trip” nakręcono teledyski, które znalazły się na reedycji Universal Music Group z 2005 roku. Zremasterowany w Izabelin Studio album został wydany w serii „archiwum rocka.pl”. Dodatkowe utwory z tej płyty (11, 12, 13) nagrano w 1996 r.

## Lista utworów
1. „Nasycony” (muz. J. Lang – sł. J. Lang) – 4:18
2. „Nowa siła” (muz. J. Lang – sł. J. Lang) – 3:50
3. „Trip” (muz. J. Lang – sł. J. Lang) – 4:13
4. „Ballada” (muz. J. Lang, K. Trznadel – sł. J. Lang) – 3:57
5. „Zjada” (muz. J. Lang, K. Trznadel – sł. J. Lang, K. Trznadel) – 3:55
6. „Traszka” (muz. J. Lang, K. Trznadel – sł. J. Lang) – 4:50
7. „Classic” (muz. J. Lang, K. Trznadel – sł. J. Lang, K. Trznadel) – 3:24
8. „Youngster” (muz. K. Trznadel – sł. K. Trznadel) – 5:28
9. „Ballada” (Radio Edit)" (muz. J. Lang, K. Trznadel – sł. J. Lang) – 4:16
10. „Wiadomości” (muz. J. Lang – sł. J. Lang) – 8:29

bonusy Universal Music Group wyd. 2005
1. „Zgrywaja” (muz. J. Lang – sł. J. Lang) – 3:08
2. „Zapalony” (muz. J. Lang – sł. J. Lang) – 5:09
3. „Dziwka” (muz. J. Lang – sł. J. Lang) – 3:38

## Skład
- Jacek Lang – śpiew, gitara, samplery, instrumenty perkusyjne, perkusja, gitara basowa
- Krzysztof Trznadel – gitara, śpiew
- Marcin Ciempiel – gitara basowa
- Joseph Pavlovski – gitara basowa
- Andrzej Paprot – gitara

## Wydania
- MJM Music PL – CD, MC 1994
- Universal Music Group – CD 2005